# 1991 (roman)
Cet article concerne le roman. Pour le film québécois, voir 1991 (film). Pour l'année, voir 1991.
1991 est un roman français écrit par Franck Thilliez, paru en mai 2021 dans la collection « Fleuve~noir » chez Fleuve éditions.

## Présentation
Le roman débute par les épigraphes de deux magiciens connus. 
La première de Juan Tamariz : « Ce détail, semble-t-il, fait paraître le tour plus impossible encore ». 
La seconde de Clayton Rawson : « Le public ne voit pas la pièce, le lapin ou la fille disparaître parce que en réalité ils ont disparu bien avant que le magicien ne feigne de les faire se dissiper dans l’air. C’est au mauvais moment que le public regarde avec le plus d’attention ».

### L'intrigue
L'intrigue débute par le 14e vers du poème « Femmes damnées » dans Les Fleurs du mal de Baudelaire, cité comme indice dans un courrier du tueur : « Delphine la couvait avec des yeux ardents ».
En 1991, Franck Sharko fait ses premiers pas à la célèbre Brigade criminelle de Paris, dans les mythiques locaux du 36, quai des Orfèvres. Alors qu'il est cantonné à des tâches administratives sur des affaires non-résolues, il tombe à l'accueil du « 36 » sur Philippe Vasquez, citoyen ordinaire qui a reçu un courrier inquiétant au sujet d'une femme qu'il ne connaît pas, Delphine Escremieu. Prenant l'affaire plutôt que la laisser au groupe d'enquête rival du sien, « Shark » se rend dans le village de Saint-Forget, où il découvre une scène de crime abominable. Débute alors pour le jeune inspecteur et ses coéquipiers la traque d'un meurtrier méticuleux mais aux pratiques incompréhensibles pour le commun des mortels.

### Personnages principaux
- Franck Sharko : dit « Shark », inspecteur à la Brigade criminelle du 36, quai des Orfèvres, numéro 6 du groupe Broussard
- Thierry Broussard : dit « Titi », chef de groupe à la Brigade criminelle
- Serge Amandier : dit « L'Épagneul », numéro deux du groupe Broussard
- Alain Glichard : dit « Le Glaive », numéro trois et « procédurier » du groupe Broussard
- Roland Fayolles : dit « Einstein », numéro quatre du groupe Broussard
- Florence Ferriaux : dite « Flo », numéro cinq du groupe Broussard
- Sylvio Santucci : dit « Le Corse », chef de groupe à la Brigade criminelle, rival de Thierry Broussard
- Philippe Vasquez : destinataire d'un courrier mystérieux lançant l'enquête
- Delphine Escremieu : première victime présumée de l'affaire

## Éléments contextuels, analyse
Ce roman s'inscrit à la suite de neuf précédents de la série Sharko, mais il s'agit du premier dans lequel le personnage principal est plus jeune.